# Jungfrauen
Las Jungfrauen, también denominadas las valquirias o las ménades de Carl Gustav Jung, fueron un grupo de apoyo de mujeres analistas (basado principalmente en la escuela de Zúrich) que se encontraban entre las primeras intérpretes de Jung. Ellas fueron las primeras divulgadoras de sus ideas. 
Centrales a las Jungfrauen fueron Toni Wolff, Jolande Jacobi, Marie-Louise von Franz, Barbara Hannah, Mary Esther Harding y Aniela Jaffé. Otras figuras más periféricas fueron Kristine Mann y Hilde Kirsch.
La palabra alemana "Jungfrauen" significa vírgenes; en el contexto actual, es un juego de palabras. El adjetivo "jung" significa joven y el sustantivo plural "frauen" significa mujeres.

## Imagen pública
María Bancroft (que no era miembro del grupo) describió las Jungfrauen como "vírgenes vestales" cerniéndose alrededor de Jung, su fuego sagrado.
Aniela Jaffé (que fue miembro) dijo en Eranos que iban a sacudirse el estigma del nombre de Jungfrauen y que se cernerían en torno a Jung como "abejas alrededor de un tarro de miel".
Se ha sugerido que los viajes de Jung a África fueron motivados en parte por su deseo de escapar de las Jungfrauen.
Ernest Jones registra un intento de aligerar el ambiente en el Congreso Psicoanalítico de 1913 en Múnich, cuando las tensiones entre Freud y Jung estaban en su apogeo, con la siguiente broma: "¿Por qué algunas mujeres se dirigen a Freud y otras a Jung? Debido a que las primeras son Freudenmädchen (prostitutas) y las últimas Jungfrauen (vírgenes)".

## Crítica feminista
Mientras que las tempranas Jungfrauen adoptaron de manera generalizada los puntos de vista de Jung sobre el género, más tarde algunas mujeres junguianas las criticaron. Naomi R. Goldenberg, por ejemplo, dijo que "la psicología junguiana es una religión patriarcal en la que una vez viví y trabajé... [durante] años en un universo junguiano".

## Galería

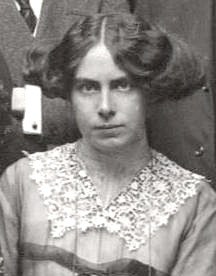
Toni Wolff
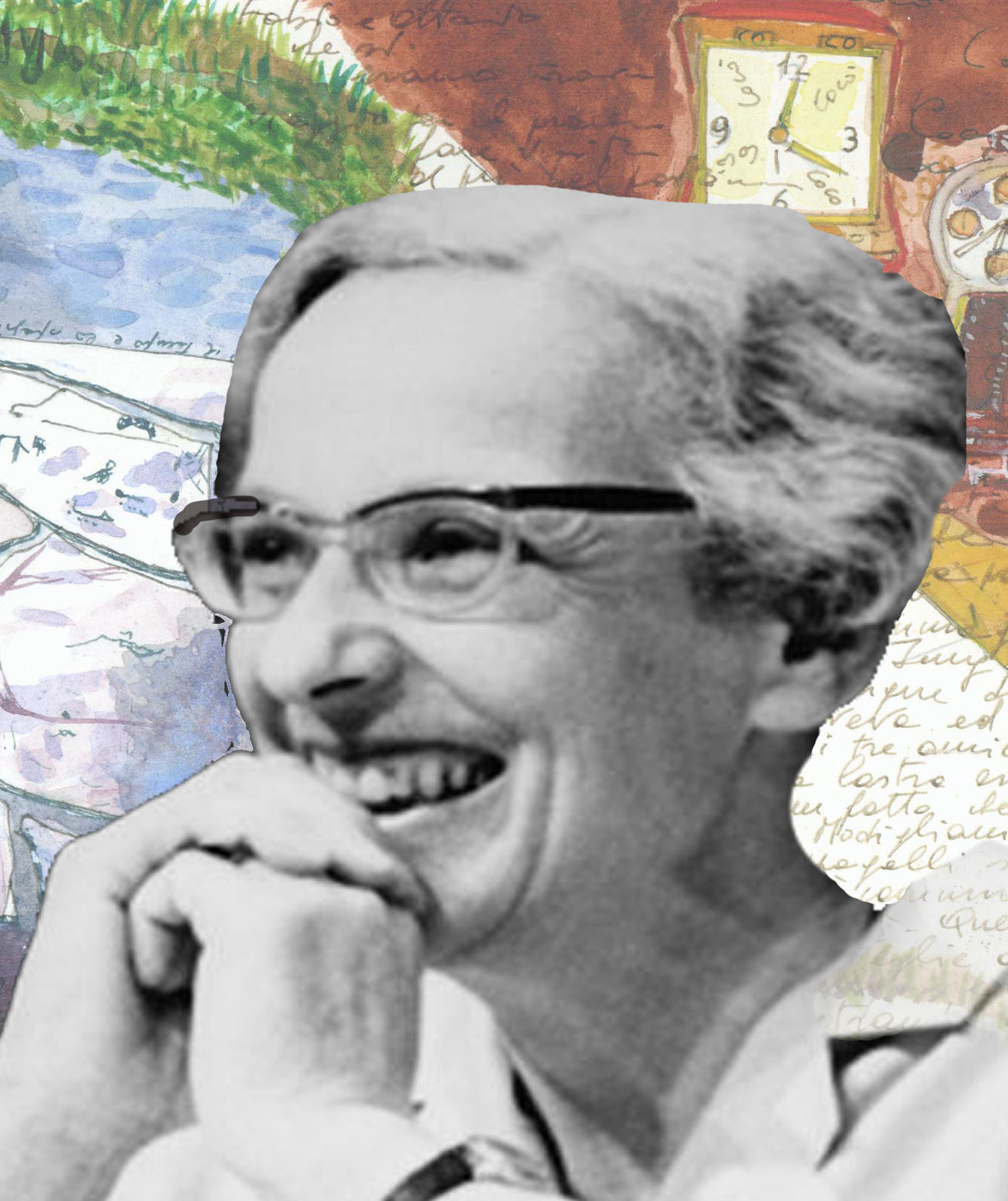
Marie-Louise von Franz
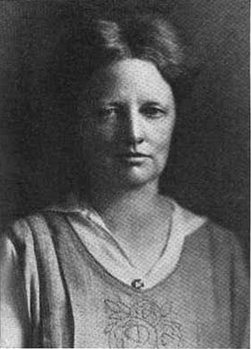
Kristine Mann